# Asesinatos de las alcantarillas

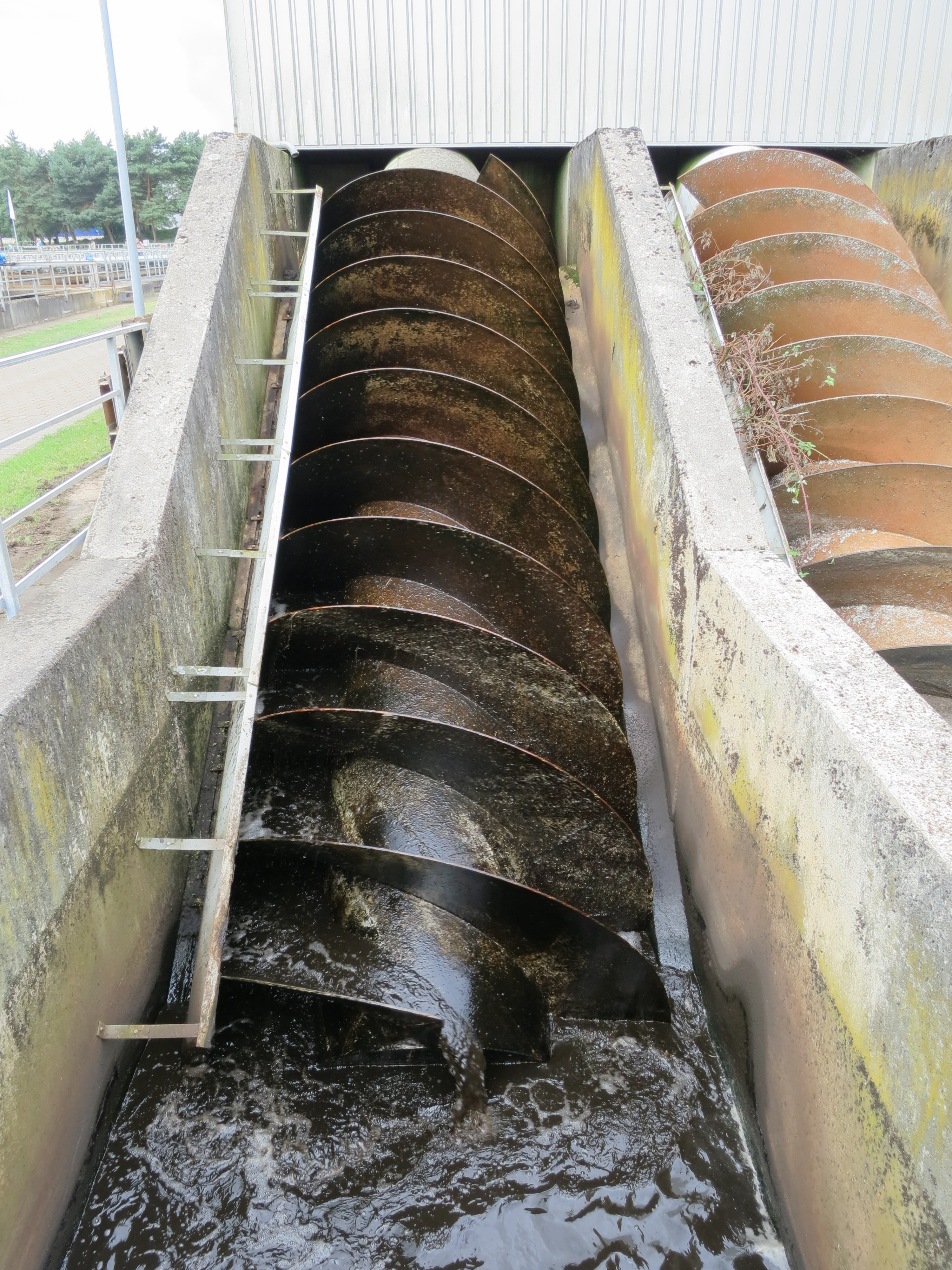
Tornillo sin fin de una planta de tratamiento de aguas residuales.

Los asesinatos de las alcantarillas o "asesinatos en las plantas de tratamiento de aguas residuales" (en alemán, Kanalmorde o Kläranlagenmorde) fueron una serie de asesinatos de adolescentes varones en el área de Fráncfort Rin-Meno de mediados de los años 1970 a mediados de los 1980.

## Víctimas
Los asesinatos conocidos tuvieron lugar entre 1976 y 1983. Las víctimas fueron siete niños y adolescentes varones de entre 11 y 18 años procedentes de Fráncfort (probablemente de Baseler Platz, cerca de la galería "Tivoli") o de la zona de la estación de Offenbach, donde algunos de ellos podrían haber trabajado como prostitutos y haber conocido al agresor así. Las manos fueron atadas a la espalda con una cuerda o cordón y luego asesinados aparentemente a golpes. Sin embargo, algunos de ellos perecieron presumiblemente por ahogamiento en las alcantarillas donde eran arrojados. Debido a la larga inmersión en las aguas residuales y, en parte, a los fuertes daños y mutilaciones sufridos por los cadáveres por los transportadores de tornillo, las víctimas fueron identificadas relativamente tarde y solo en una de ellas se encontraron signos claros de traumatismo craneal.

## Lista de víctimas
- 7 de septiembre de 1976: el cuerpo de un varón sin identificar (15–18 años), fue encontrado en Stangenrod, Giessen. El cuerpo desnudo de un hombre joven, solo en calcetines,[1] fue encontrado cerca de un sendero en el bosque entre Atzenhain y Lehnheim durante la maniobra militar "Escudo Gordiano".[2][3] El cuerpo estaba semimomificado, con solo esqueletización parcial después de permanecer allí tendido al menos seis semanas. Se determinó que una fractura craneal había sido la causa de la muerte. Dado que no se pudo aclarar la identidad del fallecido, la policía asumió que podría haber sido un extranjero de paso por Alemania Occidental.
- 23 de mayo de 1982: Erik (17), Dreieich, Offenbach. Fue encontrado en una posición oblicua detrás de un canal de desagüe. El cuerpo presentaba grandes daños, con el muslo derecho arrancado, la pelvis y el cráneo destrozados y los huesos expuestos. Según el informe de la autopsia, se encontraba en avanzado estado de descomposición, con un importante crecimiento de adipocira. Probablemente estuvo allí más de seis meses, y no se pudo determinar la causa de la muerte.[4][5]
- 19 de septiembre de 1982: Bernd Michel (17–18 años), Darmstadt-Erzhausen.El rastrillo colector estaba bloqueado por un cuerpo vestido. Michel probablemente todavía estaba vivo cuando fue arrojado a la alcantarilla, y probablemente murió ahogado. La identificación del cadáver casi irreconocible fue difícil. El joven tenía alrededor de 17 años y se caracterizaba por una marcada sobremordida. Era un prostituto en Fráncfort.[6]
- 2 de julio de 1983: Markus Hildebrandt (17 años), Darmstadt-Erzhausen. En el sumidero de la depuradora de Dreieich-Buchschlag se encontró un cuerpo tatuado. Según la policía de Offenbach, el cadáver había sido arrastrado por una tubería del alcantarillado. Llevaba las manos esposadas pero no presentaba lesiones visibles. Los tatuajes que tenía en la parte superior de los brazos presentaban varios motivos y la palabra "Fuck". Hildebrandt procedía de Hanau y había estado implicado en el submundo de la heroína de Fráncfort desde 1981. Hildebrandt, que había pasado la mayor parte de la adolescencia en reformatorios, estaba haciendo prácticas al momento de su muerte y llevaba una "vida inestable" en Fráncfort. Se decía que se prostituía ocasionalmente. Fue visto por última vez en enero de 1983, acompañado por tres hombres, y supuestamente afirmó que quería ir a Saarbrücken.[7]
- 9 de septiembre de 1983: Fuad Rahou (14 años), Niederrad. El cuerpo de este muchacho marroquí de 14 años fue encontrado en la planta de tratamiento de aguas residuales de Niederrad. En un primer momento, se creyó que Rahou se había ahogado accidentalmente o inhalado gases en el drenaje. Solo más tarde se supo que había sido asesinado. Rahou había sido denunciado como desaparecido por sus padres el 1 de septiembre de 1983.[8]
- 11 de octubre de 1983: Oliver Tupikas (11 años), Niederrad. La víctima más joven también fue encontrada en la planta de tratamiento de aguas residuales de Niederrad. Probablemente fue arrojado a una boca de alcantarilla después de ser asesinado. Presentaba marcas de esposas en los tobillos. Oliver se había escapado de casa y no se lo había vuelto a ver desde entonces.[9]
- 21 de junio de 1989: Daniel Schaub (14 años), Offenbach-Rosenhöhe. En un canal lateral del sistema de alcantarillado se encontraron huesos y restos de ropa de la presunta última víctima. Llevaba desaparecido desde 1983.[10]

## Posible motivo
El psicólogo criminal Rudolf Egg sugirió que el sospechoso podría ser una persona soltera de unos 50 años, sin vínculos familiares ni amigos. Es posible que el propio agresor hubiera sido víctima de abuso sexual y por lo tanto hubiera desarrollado una relación perturbada con su propia homosexualidad o con otras personas del mismo sexo. Sus inclinaciones aparentemente incluyen la esclavitud sádica. El sospechoso probablemente se mudó de Giessen a Frankfurt a finales de los años 70 y vivió su fetichismo en el entorno local. También estaba familiarizado con la zona y era muy móvil. El hecho de que arrojara a sus víctimas al alcantarillado después de sodomizarlas es probablemente un indicio de un odio profundamente arraigado.

## Modus operandi
Se cree que el primer asesinato ocurrió en el lugar donde fue descubierto el cuerpo. Sólo cuando reanudó los asesinatos, el sospechoso pudo darse cuenta de que era relativamente fácil levantar una tapa y arrojar a la víctima muerta o moribunda a las alcantarillas como una forma más efectiva de deshacerse de ella. La rápida eliminación de los cadáveres le permitió llevar a cabo sus asesinatos incluso en la densamente poblada zona metropolitana de Fráncfort, sin riesgo de ser descubierto. Las víctimas fueron maniatadas, luego el asesino maltrató y violó a sus víctimas y después las "desechó como basura". Durante semanas o incluso meses, los cuerpos en las alcantarillas comenzaron a descomponerse. Los cadáveres permanecieron mucho tiempo sin ser detectados en el sistema de alcantarillado hasta que finalmente eran arrastrados a las plantas de tratamiento de aguas residuales, donde a menudo bloqueaban las bombas de tornillo para separar las partículas sólidas. La avanzada descomposición dificultó enormemente la identificación y el esclarecimiento de las circunstancias del crimen durante la investigación. La segunda víctima y primera arrojada al sumidero, por ejemplo, fue identificada dos años y medio después del descubrimiento.

## Investigación
Horst Kropp y el "AG 229" fueron encargados de investigar los asesinatos de jóvenes por motivos sexuales. Desde hace algún tiempo, el principal sospechoso era un comerciante de Offenbach, de 40 años, condenado principalmente por múltiples abusos sexuales a menores y pederastia. Era conocido por atraer a adolescentes sin hogar a su casa de verano en Riederwald, donde realizaba juegos sexuales sádicos con ellos. Se informa que actuó de forma muy brutal durante estos hechos, pero sobornó a sus víctimas con dinero para que guardaran silencio sobre lo que les hacía. Los investigadores descubrieron que el principal sospechoso y Markus Hildebrandt habían frecuentado los mismos bares gay en Frankfurt. Sin embargo, esto no fue prueba suficiente, ya que los rastros de sangre encontrados en la casa de verano no coincidían con los de Hildebrandt. En la casa del sospechoso, que conocía a otras dos víctimas además de Hildebrandt, la policía encontró una pistola de aire comprimido, varios cuchillos, incluido un cuchillo de carnicero, y esposas. Sin embargo, por falta de pruebas no se presentaron cargos.